# Paolo Dore
Paolo Dore (Firenze, 4 settembre 1892 – Bologna, 6 maggio 1969) è stato un matematico e geodeta italiano.

## Biografia
Nato a Firenze da famiglia di origini sarde, si laurea in matematica a Bologna nel 1914. In questa Università - dopo un periodo di insegnamento in altre città, tra cui Palermo e Modena - tornerà ad insegnare  nel 1927, succedendo nella cattedra di Geodesia e Topografia al suo maestro, Federigo Guarducci. Manterrà la titolarità di questa cattedra fino al 1962, anno di collocamento fuori ruolo.
Nella lunga carriera ebbe modo di ricoprire vari rilevanti incarichi scientifici ed accademici. Preside della Facoltà di Ingegneria dell'Università di Bologna dal 1947 al 1965. Presidente della Commissione italiana del Comitato internazionale di geofisica, Presidente della commissione per la Geodesia e Geofisica del CNR, Accademico dei Lincei, Accademico Benedettino dell'Accademia delle Scienze dell'Istituto di Bologna.
L'attività di ricerca e di pubblicazione spazierà dai temi più strettamente legati alla geodesia (geodesia dinamica, determinazione del geoide attraverso misure di gravità, geodesia geometrica), affrontata sia sotto l'aspetto teorico sia sotto quello sperimentale (campagne di misura in Italia ed in Africa), alla fotogrammetria, alla teoria degli errori, all'analisi statistica nelle applicazioni ingegneristiche.
Fu anche chiamato quale consigliere nei consigli d'amministrazione della T.I.M.O. e della S.T.E.T.